# Ananindeua
Ananindeua est une ville brésilienne du nord-est de l'État du Pará, au nord-est de Belém. Sa population était estimée à 498 095 habitants en 2006. La municipalité s'étend sur 185 km2.

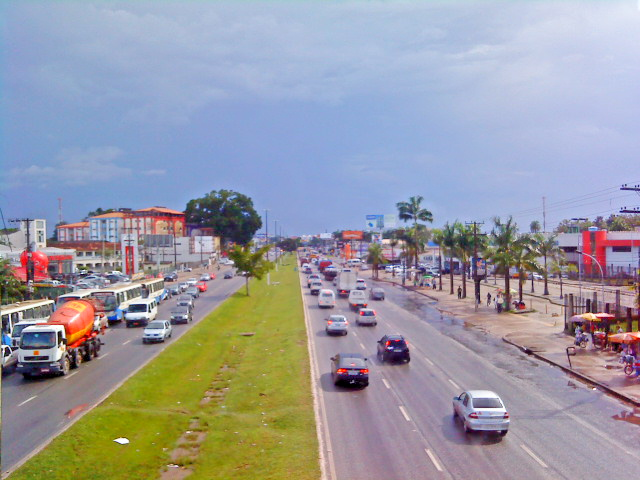
Autoroute BR-316 traversant la municipalité d'Ananindeua, dans la région métropolitaine de Belém, état du Pará

## Population
| 1948 | 1950 | 1955 | 1960 | 1961 | 1970  | 1980  | 1991   | 1996   | 2000    | 2006    | 2010    |  |
| ---- | ---- | ---- | ---- | ---- | ----- | ----- | ------ | ------ | ------- | ------- | ------- |  |
| 21   | 45   | 78   | 278  | 412  | 1,879 | 9,345 | 74,123 | 95,598 | 391,994 | 444,981 | 488,553 |  |

## Maires
| Période | Période | Identité        | Étiquette | Qualité |
| ------- | ------- | --------------- | --------- | ------- |
| 2005    | 2012    | Helder Barbalho | PMDB      |         |

## Célébrités
Le joueur de football Ganso est né dans cette ville, le 12 octobre 1989.